# (8065) Nakhodkin
(8065) Nakhodkin est un astéroïde de la ceinture principale.

## Description
(8065) Nakhodkin est un astéroïde de la ceinture principale. Il fut découvert le 31 mars 1979 à Naoutchnyï par Nikolaï Tchernykh. Il présente une orbite caractérisée par un demi-grand axe de 2,24 UA, une excentricité de 0,12 et une inclinaison de 3,0° par rapport à l'écliptique.

## Compléments